# Hospital de la Venerable Orden Tercera
El Hospital de la Venerable Orden Tercera (VOT), construido en 1686 en la calle de San Bernabé de Madrid, fue declarado Bien de Interés Cultural (BIC) en 1995. 
Se trata del hospital de Madrid en activo más antiguo, desde su inauguración en 1697.

## Historia
El edificio fue construido en el solar perteneciente anteriormente a Baltasar Gil Imón, fiscal del Consejo Real de Castilla y gobernador del Consejo de Hacienda en 1626.
Aunque el proyecto de su construcción le había sido encargado en 1679 al arquitecto Marcos López por la Tercera orden de San Francisco o Venerable Orden Tercera (VOT) –López ya había trabajado para la orden en 1662, cuando materializó los planos de Francisco Bautista y Sebastián Herrera Barnuevo para la Capilla del Cristo de los Dolores, las obras fueron realizadas por Luis Román, que falleció en 1681, y continuadas por sus hijos Diego y Matías, con la colaboración de Bartolomé Hurtado.
La capilla del hospital se inició en 1693, consagrándose en 1699. El retablo mayor es de estilo neoclásico y fue realizado a finales del siglo XVIII por Patricio Rodríguez, discípulo de Ventura Rodríguez. Los ángeles del ático del retablo son obra del escultor Julián de San Martín.
Tras la Guerra Civil, a pesar de los traslados, se consiguieron conservar casi todas las obras artísticas y sagradas que la Venerable Orden Tercera (VOT) ha tenido durante tanto tiempo.

## Obras de arte

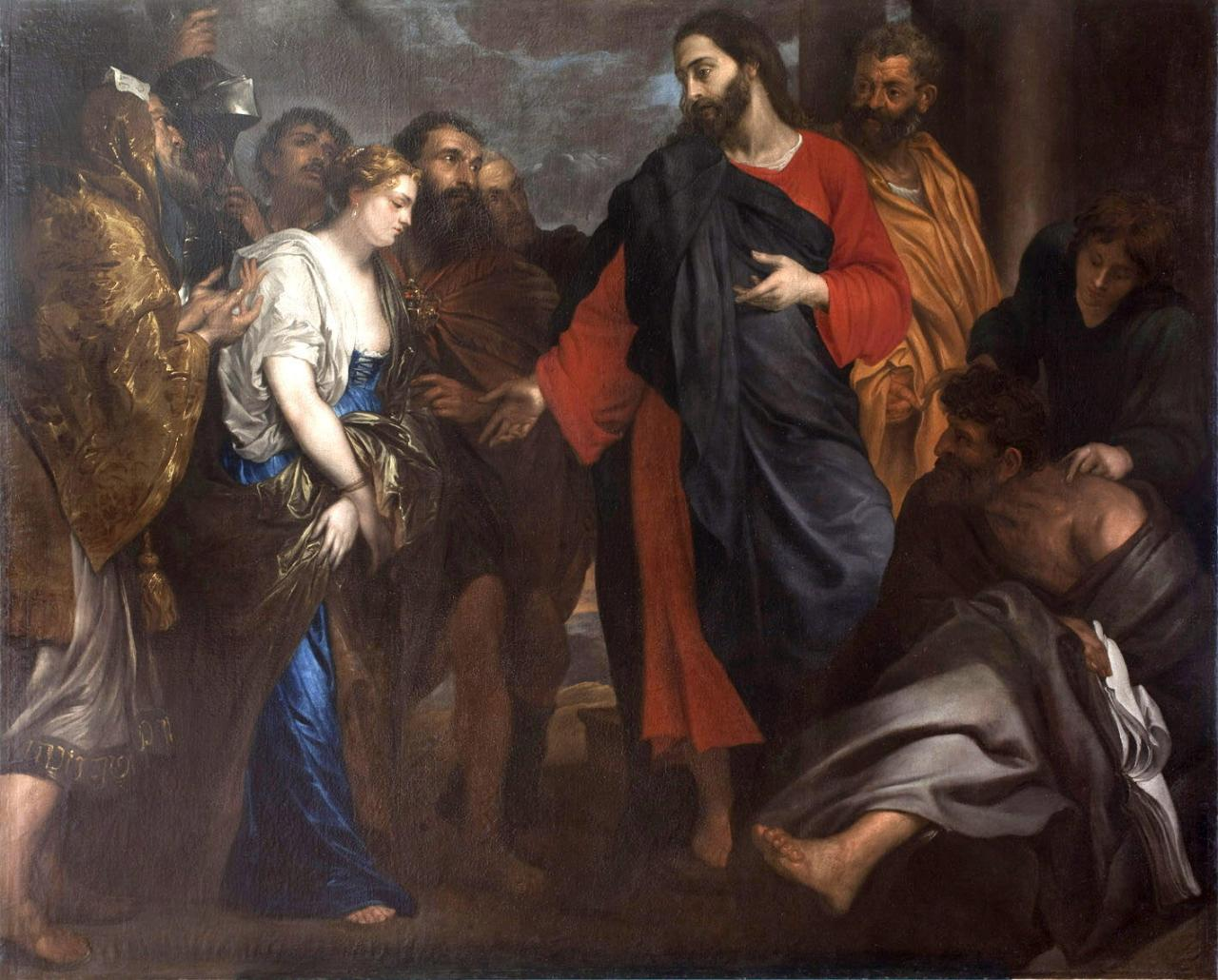
Cristo y la Mujer adúltera (1622) de Anton Van Dyck

En su interior se encuentran obras de Juan Carreño de Miranda, Juan Sánchez Cotán y Antonio de Pereda, entre otros. De especial relevancia es el cuadro de Cristo y la mujer adúltera obra de Van Dyck, descubierta y restaurada en 2012 y que pertenecía originalmente a la sacristía del Real Monasterio de El Escorial.
También podemos observar otras obras artísticas como la Anunciación y su obra pareja, Los desposorios místicos de santa Catalina, de Juan Carreño de Miranda, de lo mejor de la escuela madrileña del siglo XVII. Así como la Inmaculada Concepción de Antonio de Pereda de 1657.
Encontramos bustos de San Francisco de Agustín Querol, o el de Don Juan José de Austria, obra del flamenco Francisco Diesussart.

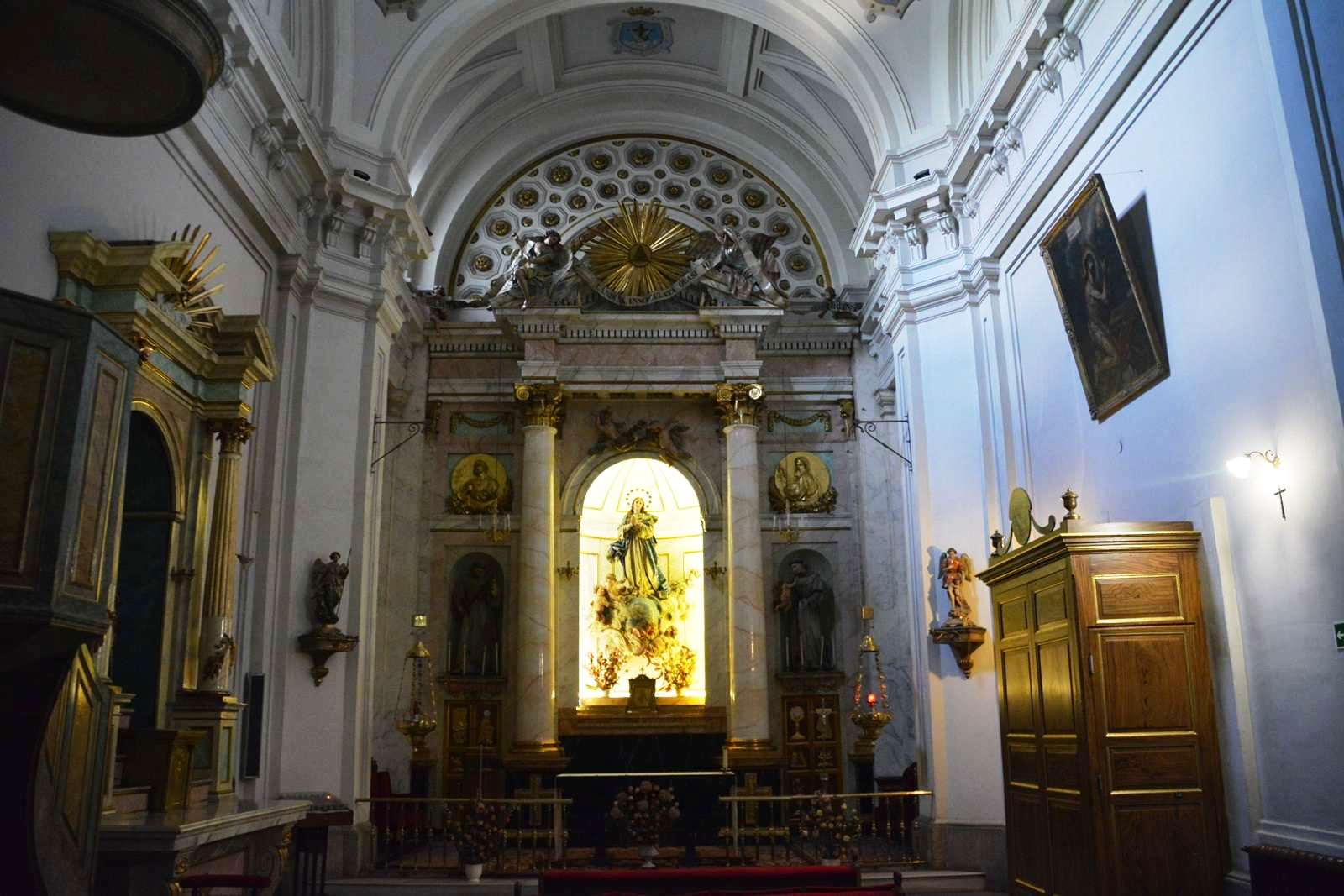
Imagen del retablo de la capilla del Hospital de la VOT

El retablo de la capilla, entre dos columnas de mármol de orden Jónico, se encuentra representada la Inmaculada Concepción entre amorcillos y angelotes del artista Salvador Páramo y López (1828-1890), en 1867. A los lados del retablo encontramos cuadros como Santa Clara de la Custodia y San Antonio en el Milagro de la Mula. También encontramos un Cristo Crucificado, talla de José López Pérez de 1782, y a su lado un Busto del Ecce Homo de un taller granadino del siglo XVII. Le sigue la Asunción de María del sevillano Domingo Martínez (1688-1749) con un gran número de ángeles a su alrededor. De Pedro Ruiz González (1640-1706) encontramos obras como el Tránsito de San José. 
En una de la galería del piso de arriba, que da al patio central, están colgadas hasta 15 pinturas, cuya confección podría ser de los talleres madrileños de los siglos XVII y XVIII. Algunas son Estigmatización de San Francisco y la Inmaculada Niña. Así como un retrato del Duque de Abrantes, fechado en 1874, por Eduardo Balaca y Orejas Canseco (1840-1914), retratista oficial de la corte.
Algunos de sus cuadros han sido llevados a exposiciones de la Real Academia de Bellas Artes de San Fernando, donde han sido restaurados.
El mobiliario, como no podía ser de otra manera, es de época.

## Edificio

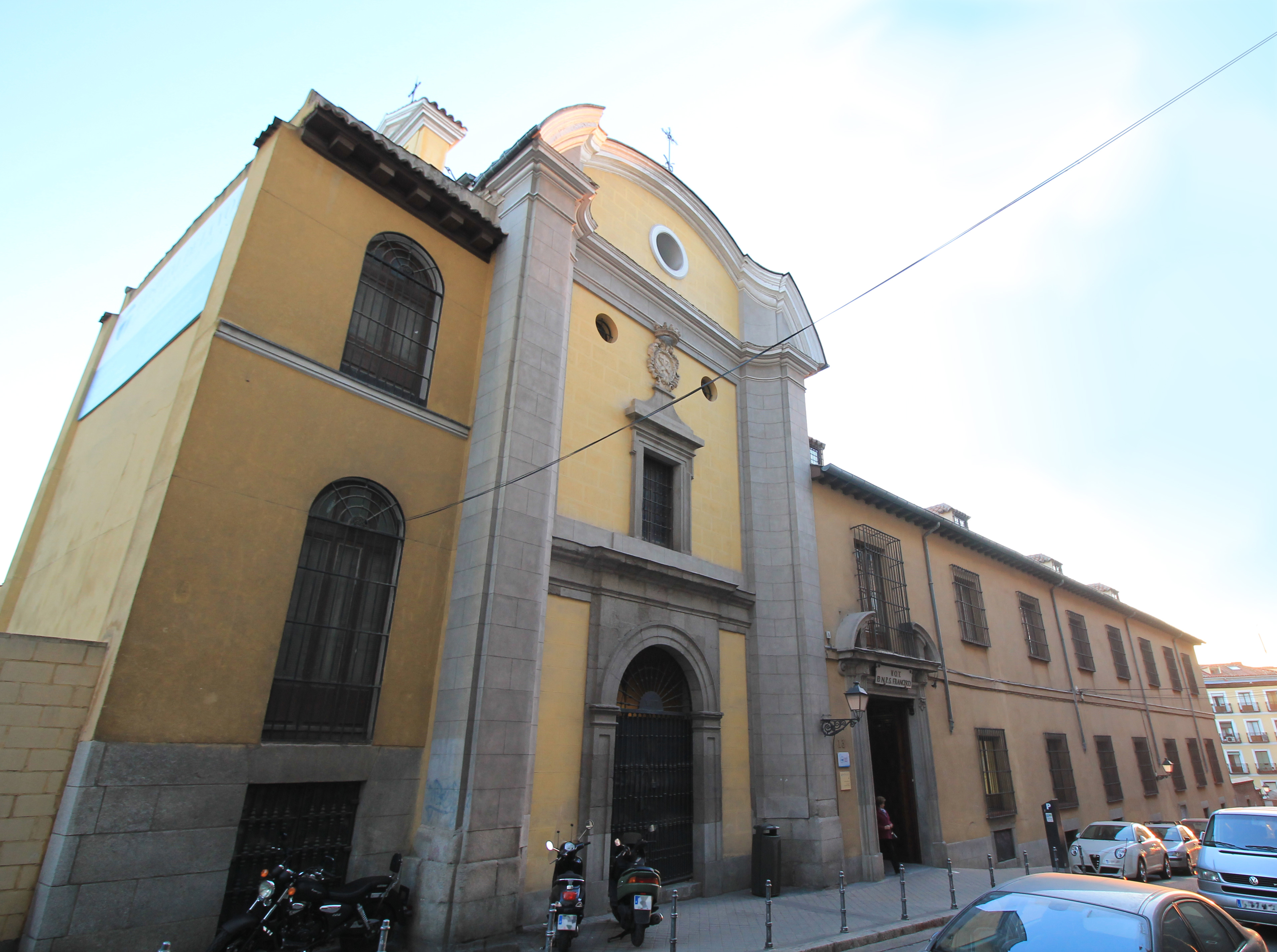
Fachada noroeste y entrada principal

Compuesto por un patio interior cuadrado, dos plantas y un jardín, es una construcción histórica (siglo XVII) de la época de los Austrias, influenciado por el barroco romano de Borromini. La techumbre de pizarra negra en la torre de planta cuadrada es característica de su tiempo y está rematada por linterna y cruz de forja. En el paramento exterior de la C. de San Bernabé encontramos un arco de medio punto con una puerta de rejería y, en la segunda planta, una armonía simétrica entre una ventana; otras dos circulares a los lados y, en el centro, un escudo de armas de la orden franciscana (Heráldica). Tiene, a su vez, una espadaña con dos campanas.

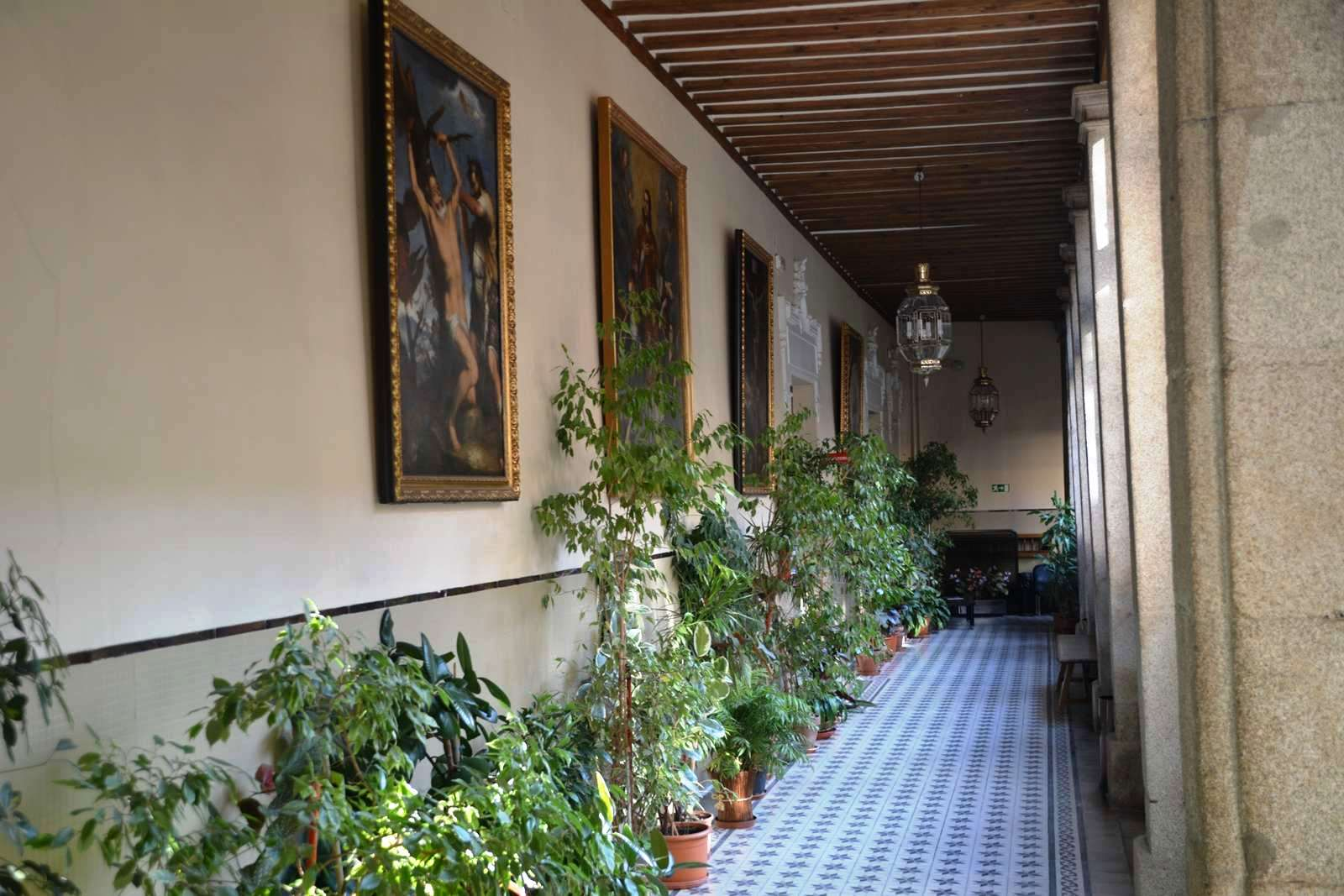
Galería del piso superior con cuadros

Dentro, nada más entrar, tenemos una escalera de doble rampa realizada por los hermanos Ramón y Marcos López en 1683, y unas bóvedas decoradas de Teodoro Ardemans y Tomás García, del mismo año con la leyenda "Seráfica y Venerable Orden Tercera".
En el patio interior observamos las dos plantas con galerías de grandes ventanales que aportan luminosidad al edificio y un espacio ajardinado con una pequeña fuente. La techumbre de esta galería es un trabajo de carpintería de armar, un alfarje con un solo orden de vigas.
La capilla consta de una sola nave central con un crucero de tamaño pequeño. Sobre las pechinas se erige una bóveda de cañón de yesería que permite la entrada de luz por sus vanos.